# Cranwell
Cranwell – wieś w Anglii, w hrabstwie Lincolnshire, w dystrykcie North Kesteven. Leży 23 km na południe od Lincoln i 172 km na północ od Londynu.
Miejscowość liczy 3000 mieszkańców.